# Eiszuschlag
Eiszuschlag bezeichnet in der Linienschifffahrt einen prozentualen Zuschlag, der auf die Seefracht laut Tarif erhoben wird, um die erschwerten Transportbedingungen sowie das zusätzliche Risiko durch Eis im Fahrwasser auszugleichen.
In Ostseehäfen werden zwischen November und April/Mai Eiszuschläge berechnet. Sie werden von Eisbrechergebühren unterschieden, die für das Freihalten der Fahrrinne anfallen. Eisbrechergebühren gehen zu Lasten des Schiffes, Eiszuschläge zu Lasten der Ladung.